# Ochotona gaoligongensis
La pica de Gaoligong (Ochotona gaoligongensis) es una especie de mamífero de la familia Ochotonidae.

## Distribución geográfica
Se encuentra en la China.